# ناتاشا هوفي
ناتاشا هوفي (بالفرنسية: Natasha Hovey)‏ هي ممثلة فرنسية وإيطالية، ولدت في 14 أغسطس 1967 في بيروت في لبنان.

## أعمال

### أفلام
- (1985) الشياطين

## وصلات خارجية
- ناتاشا هوفي على موقع IMDb (الإنجليزية)
- ناتاشا هوفي على موقع قاعدة بيانات الفيلم (الإنجليزية)